# Kill the Dandies!
Kill the Dandies! je hudební skupina která vznikla v Praze a v roce 2007 ji založila dvojice La Petite Sonja (vlastním jménem Sonja Kröhn) a Hank Jesus Manchini (vlastním jménem Jindřich Hoch). Stylově vycházejí z post punkových kořenů s inspiracemi garážovým a psychedelickými rockem a s výraznými přesahy do dalších žánrů jako je soul, disco, nebo elektronika.
První album výrazně ovlivněné garážovým 60’s lo-fi zvukem nazvané I Saw White Fields vyšlo v roce 2009 na jejich vlastním labelu Drug Me Records ve spolupráci s berlínským labelem Pale Music Berlin a v distribuci londýnských Rough Trade. Druhé album Those Who Hold The Flame vyšlo v roce 2011 a obsahuje kromě vlastních skladeb i cover písně King of Kalifornia od Rowlanda S. Howarda. V roce 2013 skupina vydala EP se dvěma novými písněmi, dvěma coververzemi (Johnny Rememeber Me od Johna Leytona a Nightmare in Pink od The Chrome Cranks) a dvěma remixy. Autory těchto remixů jsou Alexander Hacke (Einstürzende Neubauten) a Steve Morell (Pale Music Berlin). V roce 2014 vyšlo čtyřpísňové EP s názvem I Saw Blue Seas doplněné animovaným filmem, který režíroval výtvarník Jindřich Janíček. V květnu 2017 vydali třetí řadové album s názvem Ron, Ron, Ron. Skupina se již natrvalo více přiklání k soulu a psychedelii a také analogové elektronice. Album obsahuje i cover klasiky I’m A Living Sickness od skupiny Calico Wall. V roce 2021 vydali album Your Blood My Veins na kterém hostuje americký herec Steve Buscemi. V této době začali Sonja a Hank skládat pod hlavičkou Disco Ocultista hudbu k novému celovečernímu filmu Michala Nohejla s názvem Okupace. Na sklonku roku 2021 vyšel dvojalbový soundtrack k tomuto filmu. V březnu roku 2022 pak Sonja s Hankem získali za soundtrack k filmu Okupace cenu Český lev za nejlepší filmovou hudbu. V květnu 2024 vychází zatím poslední album s názvem Weird in A Weird Way.
Skupina koncertuje na žánrových i dalších festivalech a koncertech doma i ve světě. V minulosti například na londýnském Shoreditch festivalu nebo se spřízněnými projekty jako jsou Night Beats, Woovenhand, Kid Congo Powers, New York Junk a dalšími.

## Členové skupiny
- La Petite Sonja (vlastním jménem Sonja Kröhn – zpěv, klávesy)
- Hank J. Manchini (vlastním jménem Jindřich Hoch – zpěv, kytara, lap steel kytara, syntezátor)
- Vratislav Placheta (bicí)
- Petr Janák (kytara, baskytara, zpěv)
- Gregor von Kolofon (baskytara, zpěv)

## Ocenění
V březnu roku 2022 získali La Petite Sonja a Hank J. Manchini cenu Český lev (29. ročník) v kategorii nejlepší filmová hudba za soundtrack k filmu Okupace.

## Diskografie
- I Saw White Fields (2009)
- Those Who Hold the Flame (2011)[2]
- Kill The Dandies! (2013)
- I Saw Blue Seas (2014)
- Ron Ron Ron (2017)
- Your Blood My Veins (2021)
- Okupace (2022)
- Weird in a Weird Way (2024)